# 中醫古籍出版社
中医古籍出版社是中華人民共和國一家出版社，成立於1980年10月，是由国家中医药管理局主管、中国中医科学院主办的出版社。該出版社主要出版中医古籍孤本、秘本、珍本以及研究中医古籍的著作。

## 外部連結
- 官方网站